# Catedral de Sayidat al Nejat
La Catedral de Sayidat al Nejat (en árabe: كاتدرائية سيدة النجاة‎) es una catedral en la ciudad de Bagdad la capital de Irak, se trata una Iglesia católica siria. Se encuentra en el distrito de Karrada y es una de las iglesias más grandes de Bagdad.
El 31 de octubre de 2010 murieron en el ataque a la Catedral de Sayidat al Nejat en Bagdad en el 2010 unas 53 personas y unas 60 resultaron heridas.